# Granota de la gorja Eungella
La granota de la gorja Eungella (Taudactylus eungellensis) és una espècie de granota pertanyent a la família Myobatrachidae.

## Descripció
- És relativament petita: els mascles fan 25-28 mm i les femelles entre 27,6 i 35,9 mm de llargària total.
- El cap i el cos són prims i les extremitats llargues.
- El dors varia de color entre el marró groguenc i el marró fosc.
- Presenta una marca en forma d'aspa a l'esquena.
- Els dits dels peus tenen com una mena de coixins.
- L'esquena és llisa o granulosa amb unes poques berrugues.
- El ventre és llis i de color groc fosc.
- L'iris és horitzontal i daurat.[2][3]

## Reproducció
La temporada de cria té un pic entre el gener i el maig, tot i que capgrossos de totes les mides i etapes de desenvolupament es poden trobar durant tot l'any. La posta es fa en grups de 30-50 i la metamorfosi es produeix entre el novembre i el gener.

## Alimentació
Els capgrossos mengen detritus, mentre que la composició de la dieta dels adults és, encara, desconeguda.

## Hàbitat
Viu a les selves pluvials de muntanya entre 200-1.000 m d'altitud, on se la pot trobar dins i al voltant dels rierols que hi flueixen.

## Distribució geogràfica
Es troba a Austràlia: Queensland.

## Costums
És activa durant el dia i la nit.

## Estat de conservació
Les causes del seu declivi no es coneixen però hom sospita que la quitridiomicosi provocada pel fong Batrachochytrium dendrobatidis, la fragmentació de les seues poblacions i la petita àrea que ocupa hi tenen a veure.